# Livana
Livana – wieś w Chorwacji, w żupanii osijecko-barańskiej, w gminie Čepin. W 2011 roku liczyła 650 mieszkańców.